# NGC 5253
NGC 5253是位于半人马座的一个不規則星系。此星系亦是已知在地球附近的藍緻密矮星系之一，距地球約一千一百萬光年。它也被視為半人馬座 A/M83星系團的一員。

## 星系特點
NGC 5253擁有相比起其他同類星系更多的塵埃及重元素，不過比起銀河系這些一般星系還是很少。星系中心是活躍的恆星生成點，而在中心的星爆區則有一大量熾熱和年輕的明亮恆星。不過，星系的光度卻為熾熱和混有塵埃的氣體雲所掩蓋。大学物理学与天文学教授吉恩-特纳和他的同事对NGC 5253星系进行了详细的研究，发现NGC 5253拥有其数百个星团和一些年轻的星体，特别是还拥有大量的暗物质。

## 外部連結
- [WikiSky: DSS2 图像: http://www.wikisky.org/?object=NGC+5253&img_source=DSS2（页面存档备份，存于）]
- [WikiSky: SDSS 图像: http://www.wikisky.org/?object=NGC+5253&img_source=SDSS（页面存档备份，存于）]
- [WikiSky: GALEX 图像: http://www.wikisky.org/?object=NGC+5253&img_source=GALEX（页面存档备份，存于）]
- [WikiSky: IRAS 图像: http://www.wikisky.org/?object=NGC+5253&img_source=IRAS（页面存档备份，存于）]
- [WikiSky: HALPHA 图像: http://www.wikisky.org/?object=NGC+5253&img_source=HALPHA（页面存档备份，存于）]
- [WikiSky: RASS 图像: http://www.wikisky.org/?object=NGC+5253&img_source=RASS（页面存档备份，存于）]